# Pohoří (Nyugat-prágai járás)
Pohoří település Csehországban, Nyugat-prágai járásban. Pohoří Kamenice, Kostelec u Křížků, Sulice, Krhanice, Kamenný Přívoz, Libeř és Jílové u Prahy településekkel határos. Lakosainak száma 434 fő (2024. január 1.).

## Népesség
A település lakosságának változását az alábbi diagram mutatja:
| Lakosok száma | 262  | 258  | 254  | 213  | 156  | 164  | 378  | 357  | 382  | 434  |
|               | 1869 | 1890 | 1921 | 1950 | 1980 | 2001 | 2017 | 2019 | 2022 | 2024 |